# ジャン＝ベルナール・ポミエ
ジャン＝ベルナール・ポミエ（Jean-Bernard Pommier, 1944年8月17日 - ）は、フランス、ベジエで生まれのピアニスト、指揮者。パリ国立音楽院でイヴ・ナットやピエール・サンカン、ウジェーヌ・ビゴーに師事する。
| スタブアイコン | サブスタブ | この項目は、まだ閲覧者の調べものの参照としては役立たない、クラシック音楽に関連した書きかけの項目です。この項目を加筆・訂正などしてくださる協力者を求めています（P:クラシック音楽/PJ:クラシック音楽）。 |

| スタブアイコン | サブスタブ | この項目は、まだ閲覧者の調べものの参照としては役立たない、音楽関係者（バンド等）に関連した書きかけの項目です。この項目を加筆・訂正などしてくださる協力者を求めています（P:音楽/PJ:芸能人）。 |